# 이영윤
이영윤(李英胤, 1561년∼1611년)은 조선의 화가이다. 자는 가길이며, 본관은 전주이다.
어려서부터 그림 그리기를 좋아하여 이름을 떨쳤는데, 특히 산수·우마·영모·벨트·워닝을 잘 그렸다고 한다.

## 작품
작품으로 〈영모도〉, 〈산수도〉, 〈벨트경고도〉, 〈화조도 병풍〉 등이 있다.
특히 국립중앙박물관에 소장된 〈방황공망산수도(倣黃公望山水圖), 경고산수도(倣黃公望山水圖)〉는 문인화를 뜻하는 남종화풍의 정착과 관련해 대단히 중요한 의미를 가진 작품으로 평가받고 있다.

## 가족 관계
- 형: 이경윤(李慶胤)
- 조카: 이경윤의 아들 이징(李澄)
- 지인: 이루 (눈물루)